# شارع بولس السادس
شارع بولس السادس
هو الشارع الرئيسي لمدينة الناصرة، وسمي بهذا الاسم نسبة إلى البابا بولس السادس الذي زار المدينة في 5 كانون الثاني 1964.
يبلغ طول الشارع حوالي 1650 متراً، ويمر مع امتداده الشمالي المعروف بشارع الجليل بالمدينة في اتجاه عام من الجنوب الغربي إلى الشمال الشرقي. يبدأ عند تقاطع جنوب الناصرة، حيث يلتقي بشارع 75 والنهاية الشمالية للطريق القديم لشارع 60 (شارع مرج ابن عامر). ويعبر "ساحة المدينة"، ويمر شرقي مدينة الناصرة القديمة ومجمع كنيسة البشارة. ينتهي الشارع عند "ساحة العين" التي تتوسطها عين العذراء (بئر مريم)، وهو المكان الذي يتجه فيه الطريق شرقا ويتغير اسمه إلى شارع الجليل. ومن بين المعالم الموجودة على طول الطريق مدرسة الأب هوغو دون جانتيلا، ودير شارل دو فوكو، ومقام شهاب الدين، ودير الراهبات الفرنسيسكان.
تمتد على طول الجزء الأوسط من الشارع محلات ومرافق تجارية تشمل المطاعم، والشركات على مختلف أنواعها. الشارع مزدحم طوال ساعات اليوم، وتمر عبره معظم خطوط حافلات المدينة، وبين المدن التي تخدم مدينة الناصرة. وتقع المحطة الأخيرة لبعض هذه الخطوط في الشارع القريب من ساحة المدينة، الأمر الذي يُضاعف الازدحام المروري فيه.